# Nordijska kombinacija na Zimskih olimpijskih igrah 1960
Nordijska kombinacija na Zimskih olimpijskih igrah 1960.

## Rezultati
| Poz    | Tekmovalec       | Rezultat |
| ------ | ---------------- | -------- |
| Zlato  | Georg Thoma      | 457,952  |
| Srebro | Tormod Knutsen   | 453,000  |
| Bron   | Nikolaj Gusakov  | 452,000  |
| 4      | Pekka Ristola    | 449,871  |
| 5      | Dimitrij Kočkin  | 447,694  |
| 6      | Arne Larsen      | 444,613  |
| 7      | Sverre Stenersen | 438,081  |
| 8      | Lars Dahlqvist   | 436,532  |